# DFW R.III
Il DFW R.III fu un bombardiere pesante ottomotore biplano sviluppato dall'azienda tedesco imperiale Deutsche Flugzeugwerke GmbH nei tardi anni dieci del XX secolo ma che non superò le prime fasi di sviluppo.
Destinato ai reparti da bombardamento della Luftstreitkräfte, la componente aerea del Deutsches Heer (l'esercito imperiale tedesco), venne pianificato durante le ultime fasi della prima guerra mondiale ma non riuscì ad essere completato a causa del termine del conflitto.

## Storia del progetto
Dopo aver iniziato la produzione in serie del precedente DFW R.II, modello che venne interessato da uno sviluppo già dopo il primo esemplare costruito, si constatò in condizioni operative che le prestazioni generali offerte dal velivolo erano modeste. Il 3 settembre 1918 l'Idflieg emise un ordine indirizzato alla DFW per la fornitura di due nuovi esemplari di R-Typ (da Riesenflugzeug, aeroplani giganti), un ulteriore sviluppo in grado di superare gli R.II e che l'azienda aveva già iniziato a pianificare su propria iniziativa.
Il progetto, posto la direzione del Dipl.-Ing. Wilhelm Sabersky-Müssigbrodt proveniente dalla Luftverkehrsgesellschaft (LVG), riproponeva l'impostazione generale dei suoi predecessori, il DFW R.I e l'R.II, dei grandi biplani caratterizzati dal posizionamento dei motori all'interno della fusoliera a due piani e che azionavano le eliche posizionate sulle ali, parte in configurazione traente e parte in spingente, tramite alberi di trasmissione, ma che si differenziavano per la quantità di unità motrici portate da quattro ad otto. La propulsione era affidata ai 6 cilindri in linea Mercedes D.IVa da 260 PS (191 kW) ciascuno, gli stessi usati nell'R.II dopo aver abbandonato gli inaffidabili Mercedes D.IV ad otto cilindri che causarono la perdita dell'R.I, che azionavano quattro eliche controrotanti poste sullo stesso asse e posizionate sui montanti interalari più interni. Due gli schemi ipotizzati, il primo, che poi verrà preferito, che prevedeva gli otto motori che separatamente azionavano le otto eliche ed un secondo che prevedeva l'accoppiamento a due a due dei motori e dove la presa di forza condivisa trasmetteva il moto, tramite quattro alberi di trasmissione a sole quattro eliche. L'intero gruppo di trasmissione venne integrato in un'unica sezione alare centrale che integrava anche i serbatoi del combustibile. Per evitare il decadimento delle prestazioni dei motori a quote superiori ai 5 000 m si ricorse ad un compressore (o due) abbinato ad un motore (o due) Mercedes D.II da 120 PS, unità che alcune fonti affermano essere servita anche come dispositivo d'avviamento dei motori principali.
La fusoliera, che manteneva la copertura in pannelli di compensato dei precedenti modelli, si estendeva su due piani ed era sufficientemente capiente da integrare uno scompartimento per un carico bellico di complessivi 2 500 kg in bombe da caduta e relativa postazione per l'armiere, otto mitragliatrici Parabellum MG 14 calibro 7,92 mm brandeggiabili, una serie di cuccette per permettere il riposo ai membri dell'equipaggio non ancora impegnati in azione che, su specifica richiesta dell'Idflieg, possedevano un'insolita dislocazione dei singoli membri, dove la postazione del navigatore era posizionata ben prima del bordo d'attacco alare mentre normalmente veniva posizionata sotto il bordo d'uscita. In questo modo il navigatore, che poteva operare su un comando del timone ausiliario, aveva, rispetto alla soluzione più classica, una ridotta capacità di controllo ma tale soluzione si rivelava molto utile in fase di atterraggio in condizioni critiche e durante le manovre che precedevano l'allineamento all'obiettivo.
Altra caratteristica peculiare dell'R.III era l'abbandono dell'impennaggio biplano dei precedenti R-Typ sviluppati dall'azienda per una soluzione "a T", monoderiva con un singolo piano orizzontale posto alla sommità dell'elemento verticale. Il grande carrello d'atterraggio fisso era composto di tre singoli elementi posti sotto il naso e sotto l'ala inferiore, con ruote di grande diametro collegate da un assale rigido integrato posteriormente da un "ruotino" (di considerevoli dimensioni) posizionato sotto la coda.